# تپه وشته ۲
تپه وشته ۲ مربوط به دوره ساسانیان است. در شهرستان قزوین، بخش رودبار شهرستان، روستای وشته واقع شده و این اثر در تاریخ ۲۵ اسفند ۱۳۷۹ با شمارهٔ ثبت ۳۱۹۵ به‌عنوان یکی از آثار ملی ایران به ثبت رسیده است.